# Chus Hevia
Jesús Hevia Martín (Oviedo, Asturias,  11 de mayo de 1990), más conocido como Chus Hevia, es un ex-futbolista español que en 2018 se retiró del fútbol en las filas del Marbella FC de la Segunda División B de España.

## Trayectoria
Chus Hevia es un centrocampista ofensivo, formado en las categorías inferiores del Real Madrid CF. Posteriormente, en su etapa juvenil, pasó por el Villarreal CF para, una vez finalizada su etapa en división de honor, recalar en el Recreativo de Huelva. El jugador, de marcado carácter ofensivo, no obstante puede jugar en diversas posiciones del centro del campo, desempeñando sus funciones, por lo general, en el puesto de media punta.
En el conjunto onubense, debuta en el fútbol profesional, concretamente en la Segunda División en la temporada 2009-2010 frente al Fútbol Club Cartagena.
Tras dos temporadas en las que no cuenta con oportunidades en el conjunto onubense, rescinde su contrato a enero de 2012 y se marcha al Real Oviedo.
Tras su paso por el conjunto ovetense, se marcha al Club Marino de Luanco, también de la Segunda División B, club en el que se consagra. La temporada 2012/2013 disputa un total de 21 partidos, consiguiendo marcar 6 goles, cifras muy respetables dentro de su demarcación en el terreno de juego.
La siguiente temporada, la 2013/2014, mejora sus prestaciones, siendo titular en 30 partidos de un total de 32 disputados y anotando 10 goles. A nivel colectivo, el equipo queda cerca de los puestos de promoción de ascenso a Segunda División.
Para la temporada 2014/2015, firma por el Fútbol Club Cartagena, conjunto en el que se convirtió en el máximo goleador del equipo.
En julio de 2015 firma con el Real Racing Club de Santander, sumando calidad a la medular y siendo una baza más para el ataque de los de Pedro Munitis.
En enero de 2016 firma de nuevo por el Fútbol Club Cartagena en el mercado de invierno hasta junio de 2017, aunque no termina su contrato y en enero de 2017 ficha por el Linares Deportivo.
En la temporada 2017-18 firma con el Marbella FC con el que disputaría un total de 32 partidos en los que anotó 6 goles.
En agosto de 2018, vuelve a recaer de su lesión en la rodilla y decide abandonar el fútbol, incorporándose al personal técnico del Marbella FC.

## Clubes
| Club                          | País   | Años      |
| ----------------------------- | ------ | --------- |
| Recreativo de Huelva          | España | 2009-2012 |
| Real Oviedo                   | España | 2012      |
| Club Marino de Luanco         | España | 2012-2014 |
| Fútbol Club Cartagena         | España | 2014-2015 |
| Real Racing Club de Santander | España | 2015-2016 |
| Fútbol Club Cartagena         | España | 2016      |
| Linares Deportivo             | España | 2017      |
| Marbella FC                   | España | 2017-2018 |